# Marta Jaskulska
Marta Jaskulska (Biskupiec, 25 marzo 2000) è una ciclista su strada e pistard polacca che corre per il Ceratizit-WNT Pro Cycling Team. Professionista dal 2020, nel 2024 ha vinto il titolo nazionale a cronometro.

## Palmarès

### Strada
- 2017 (Juniores)

Campionati polacchi, Prova a cronometro Junior
Campionati polacchi, Prova in linea Junior
- 2018 (Juniores)

Campionati polacchi, Prova a cronometro Junior
Campionati polacchi, Prova in linea Junior
- 2024 (Ceratizit-WNT Pro Cycling Team, una vittoria)

Campionati polacchi, Prova a cronometro

### Pista
- 2017

Campionati polacchi, Scratch
- 2019

Campionati polacchi, Inseguimento a squadre Under-23 (con Daria Pikulik, Wiktoria Pikulik e Marlena Karwacka)

## Piazzamenti

### Grandi Giri
- Giro d'Italia

2021: 81ª
2022: 77ª
2023: 77ª
2024: 81ª

### Competizioni mondiali
- Campionati del mondo su strada

Bergen 2017 - Cronometro Junior: 25ª
Bergen 2017 - In linea Junior: 18ª
Innsbruck 2018 - Cronometro Junior: 9ª
Innsbruck 2018 - In linea Junior: 17ª
Fiandre 2021 - Cronometro Elite: 21ª
Fiandre 2021 - In linea Elite: 68ª
Wollongong 2022 - Cronometro Elite: 21ª
Wollongong 2022 - Staffetta mista: 9ª
Wollongong 2022 - In linea Under-23: 15ª
Wollongong 2022 - In linea Elite: 60ª
Glasgow 2023 - Staffetta mista: 10ª
Glasgow 2023 - In linea Elite: ritirata
Zurigo 2024 - In linea Elite: ritirata
- Campionati del mondo su pista

Montichiari 2017 - Scratch Junior: 4ª
Montichiari 2017 - Inseguimento a squadre Junior: 7ª
Montichiari 2017 - Omnium Junior: 8ª
Montichiari 2017 - Corsa a punti Junior: 4ª
Aigle 2018 - Scratch Junior: 2ª
Aigle 2018 - Inseguimento a squadre Junior: 7ª
Aigle 2018 - Omnium Junior: 3ª
Aigle 2018 - Americana Junior: 6ª

### Competizioni continentali
- Campionati europei su strada

Herning 2017 - Cronometro Junior: 7ª
Herning 2017 - In linea Junior: 72ª
Brno 2018 - Cronometro Junior: 3ª
Zlín 2018 - In linea Junior: 11ª
Alkmaar 2019 - In linea Under-23: 31ª
Plouay 2020 - Cronometro Under-23: 3ª
Plouay 2020 - In linea Under-23: 13ª
Trento 2021 - Cronometro Under-23: 4ª
Trento 2021 - In linea Under-23: ritirata
Monaco di Baviera 2022 - In linea Elite: 19ª
Drenthe 2023 - Cronometro Elite: 15ª
Drenthe 2023 - Staffetta mista: 5ª
Drenthe 2023 - In linea Elite: 51ª
Limburgo 2024 - Cronometro Elite: 21ª
Limburgo 2024 - In linea Elite: 71ª
- Campionati europei su pista

Anadia 2017 - Omnium Junior: 8ª
Aigle 2018 - Corsa a eliminazione Junior: 3ª
Aigle 2018 - Omnium Junior: 3ª
Aigle 2018 - Corsa a punti Junior: 3ª
Gand 2019 - Corsa a eliminazione Under-23: 15ª
Gand 2019 - Inseguimento a squadre Under-23: 6ª